# 藤原顯輔
藤原顯輔（日语：／ Fujiwara no Akisuke */?，1090年—1155年6月8日）是日本平安時代後期公卿和歌人，官位是正三位左京大夫，藤原北家末茂流六條藤家出身，與其子藤原清輔同樣是《百人一首》歌人之一，亦是《詞花和歌集》的編者，有84首作品收錄於敕撰和歌集。1952年3月29日，京都國立博物館館藏傳藤原顯輔筆鶉切《古今和歌集》與芝山切《左京大夫顯輔集》斷簡作為「手鑑『藻鹽草』（二百四十二葉）」的一部分獲指定為國寶。1938年7月4日，東京國立博物館館藏傳藤原顯輔筆鶉切《古今和歌集》則作為「手鑑（月台）七十八葉」的一部分獲指定為重要文化財。此外，冷泉家時雨亭文庫藏左京大夫集同樣為重要文化財。

## 生平
按《公卿補任》記載，康和2年（1110年）正月，顯輔補任為白河院的院判官代，同月14日（2月25日）補任藏人，同月28日（3月10日）敘爵。同年12月26日（1101年1月27日），他就任備後權守，翌年4月25日（1101年5月24日）升從五位上（行幸鳥羽殿賞）。康和4年正月2日（1102年1月22日），升正五位下（行幸院賞），兩年後的正月28日（1104年2月26日），他就任為越後守（院分）。長治2年（1105年）某月27日，升從四位下（東宮御着袴。行幸院賞）。天仁2年8月16日（1109年9月12日），升從四位上，天永2年10月25日（1111年11月27日），他改任加賀守。永久2年9月27日（1114年10月27日），他兼任中務權大輔。元永元年12月17日（1119年1月29日），升正四位下（最勝寺供養日院御給），同月28日（2月9日）他改任美作守，其後辭任中務權大輔。保安3年（1122年）正月，昇殿，翌年正月28日（1123年2月25日），當時仍在守孝的顯輔在鳥羽天皇讓位予崇德天皇後，出任鳥羽上皇的院別當。大治2年（1127年）正月，他遭到白河法皇勘當而無法昇殿。大治5年2月21日（1130年4月1日），他就任為中宮亮（立后日），同年8月23日（9月27日）昇殿。翌年2月20日（1131年3月20日），他就任近江守，保延元年12月24日（1136年1月28日）辭任。
保延3年10月16日（1137年11月30日），升從三位，留任中宮亮。保延5年正月24日（1139年2月24日），他兼任左京大夫，兩年後的正月29日（1141年3月9日）兼任近江權守（亮勞），同年12月27日（1142年1月25）由中宮亮改任皇太后宮亮。久安2年正月23日（1146年3月7日），他兼任備中權守，兩年後的7月17日（1148年9月1日）升正三位（法性寺塔供養。皇太后宮御給。或北政所分）。久安6年2月27日（1150年4月3日），由於藤原聖子獲院號宣下，成為女院，因此顯輔離任皇太后宮亮一職。久壽2年5月6日（1155年6月7日），他在出家後翌日死去，享年66歲，《兵範記》則記載他死於出家當天，享年67歲。

## 和歌
- 時代不同歌合
藤原顯輔和紀貫之
- 《國文學名家肖像集》
藤原顯輔

顯輔總共有84首和歌收錄於敕撰和歌集，留傳至今的和歌則有約290首，溫文爾雅的歌風受到了其父顯季以及源俊賴的影響，擅長敘景歌和抒情歌，另外他自幼已經有父親顯季、藤原長實、藤原宗通、藤原公實、大江匡房、源俊賴、津守國基和周防內侍等歌人在身邊，在這背景下於天永4年（1113年）閏3月時，按《夫木和歌抄》記載，當時年僅24歲的他便主辦了加賀守顯輔歌合，其後他先後舉辦了多次歌合，分別有永久3年（1115年）10月和永久4年（1116年）5月舉行的中務權大輔顯輔歌合、長承3年9月13日（1134年10月2日）舉行的中宮亮顯輔家歌合、久安2年（1146年）3月、6月和12月舉行的左京大夫顯輔歌合。
作為歌人，他參加了在永久4年4月4日（1116年5月17日）舉行的鳥羽殿北面歌合、同年6月4日（7月15日）舉行的六條宰相家歌合、元永元年（1119年）5月舉行的中院入道右大臣家歌合、同年6月29日（7月19日）舉行的右兵衛督實行家歌合、保安2年閏5月13日和閏5月26日（1121年6月29日和7月12日）舉行的內藏頭長實歌合、大治3年8月29日（1128年9月25日）舉行的西宮歌合、同年9月21日（10月16日）舉行的南宮歌合、同年9月28日（10月23日）舉行的住吉社歌合、保延元年（1135年）8月、10月和翌年3月舉行的家成歌合以及保延2年（1136年）12月至永治元年（1141年）11月期間舉行的中納言伊通歌合。作為判者，他參加了久安5年（1149年）7月舉行的山路歌合以及同年舉行的右衛門督家歌合。
此外，顯輔也參加了在元永元年（1119年）舉行的人麿影供。康治元年（1142年），他在近衛天皇的大嘗祭中作為悠紀殿一方獻上了風俗歌和屏風歌，主基殿一方則由藤原敦光負責，顯輔亦取代同年死去的藤原基俊，成為當時歌壇的代表人物。其後，他又成為《久安百首》歌人之一。按《袋草紙》和《拾芥抄》記載，他在天養元年6月2日（1144年7月4日）奉崇德上皇的院宣，開始著手編撰《詞花和歌集》，並且在仁平年間（1151年至1154年）時完成上奏。按《古今著聞集》和《十訓抄》記載，他在晚年雖然與清輔不和，但是仍然將其父顯季給他的人麿畫像傳給清輔 。
- 《小倉百人一首》
左京大夫顯輔
菱川師宣繪本
- 《百人一首內 左京大夫顯輔》
歌川國芳的浮世繪
- 《小倉擬百人一首》
左京大夫顯輔
梅之由兵衛 長吉
源兵衛堀源兵衛
歌川國芳的浮世繪

《百人一首》入選作是：
| 《新編國歌大觀》版本 | 全日本歌牌協會版本 | 嵯峨嵐山文華館版本 | 中譯                                        |
| -------------------- | ------------------ | ------------------ | ------------------------------------------- |
|                      |                    |                    | 颯颯秋風起 橫雲掛夜空 清輝雲縫月 朗朗照蒼穹 |

這首和歌收錄於《新古今和歌集》卷第四「秋歌上」，《新編國歌大觀》編號是413，詞書是「向崇德院獻上百首歌時」。此歌同時獲藤原定家採錄至《定家八代抄》和《近代秀歌》，儘管如此藤原俊成早就在《古來風體抄》和《正治奏狀》中對顯輔的另一首收錄於《詞花集》的作品讚賞有加（《新編國歌大觀》編號347），同時期的《千載和歌集》收錄作（《新編國歌大觀》編號56）除了入選《定家八代抄》和《近代秀歌》外，還是《別本八代集秀逸》和《時代不同歌合》的收錄作之一，因此定家採錄此歌至《百人一首》可能與其晚年的想法有所轉變有關。另一方面，久安百首非部類本中，此歌的第二句則記載成，儘管俊成編撰的部類本以及《顯輔集》均沿用《新古今集》用法，但是香川景樹等人認為才是原來的版本，這是源於宋代詩人道潛的《江上秋夜》中的「月在浮雲淺處明」，也就是說這句本身並非和歌用語，而是漢詩用語，實際上《維摩詰所說經》、《白氏文集》和《玉臺新詠》均有相關例句。而且，雖然這句作為表示一朵浮雲與第三句並不相襯，不過後鳥羽院在正治二年初度百首中仍然以此版本作為本歌取來創作和歌（《新編國歌大觀》編號39）。
首句中的是表示理由的格助詞，意思是吹起了秋風。第二句的意思是天空佈滿雲，在《萬葉集》中多以代表阻礙戀情的句式出現，此句與收錄於《萬葉集》的作品（《新編國歌大觀》編號1569）並稱雙壁，其中是指雲橫向地延長成條狀，四段動詞的連體形，則是前綴。第三句是指由秋風在雲間造成的空隙，其中是表示起點的格助詞。第四句的意思是從雲隙之間滲出來的月光，其中是的連體形。末句是指明亮的月光，為八代集中第一首使用此句的和歌，其中在這裡指雲隙之間滲出來的月光，是指明亮，為形容詞的語幹配上表示程度或狀態的後綴而名詞化，採用了體言止的修辭手法。

## 家集
顯輔的家集是《顯輔集》，又稱《左京大夫顯輔集》、《左京大夫集》或《顯輔家集》，收錄了他自鳥羽殿北面歌合至死前的和歌，大致按年份作排序，形態上雖然推測由顯輔自己編寫而成，然而由於卷末記載了他後來病情加重而在5月7日死去，因此也有可能是由其他人在他死後不久後編輯而成，收錄歌數除了文化10年版本（六條家二代和歌集本）（188首）、群書類從本（186首）、伊達文庫藏本（143首）和川越市立圖書館藏本（136首）之外，均是146首。現存的手抄本約有20本，全數屬於同一系統，而按奧書則可以分為三類，第一類包括宮內廳書陵部藏阿波國文庫舊藏本、彰考館文庫A本、東京國立博物館藏本、高松宮A本、高松宮B本、山口縣立山口圖書館藏本、內閣文庫藏本、神宮文庫藏本、大阪府立圖書館藏本和龍谷大學本，第二類包括肥前島原松平文庫藏本、川越市立圖書館藏本、靜嘉堂文庫松井本、文化10年版本（六條家二代和歌集本）、彰考館文庫B本和神宮文庫B本，第三類包括群書類從本、伊達文庫藏本、書陵部御所本和野上文雄藏本。根據第一類和第二類的奧書記載，相關版本由真觀在寬元4年11月9日（1246年12月18日）抄寫自藤原知家的藏本，第二類則另有指出正文存在可疑之處的奧書，第三類的奧書則與第一或第二類不一致或沒有奧書，其中群書類從本的奧書是家集校對自兩本書，伊達文庫藏本則沒有奧書，御所本和野上本雖然均是出自於知家本，但是前者有抄寫自大宮三位（即知家）版本的奧書，後者則沒有奧書。底本方面，《新編國歌大觀》、《私家集大成》和《新編私家集大成》均以書陵部藏阿波國文庫舊藏本為底本，為長20厘米，寬14.2厘米的列帖裝，紺色封面配上連續卍字魚梁紋，正文料紙是鳥之子紙，一面八至十一行，和歌兩行，詞書隔一至三個空格。此外，冷泉家時雨亭叢書《平安私家集 五》收錄的冷泉家時雨亭文庫藏本雖然同樣是出自知家本，但是與阿波國文庫舊藏本的差異頗大，為現存手抄本中歷史最悠久的。《校註國歌大系》則以群書類從本為底本。

### 註解
1. ↑  詞書是指該和歌的主題和寫作動機等相關事宜[16]。
2. ↑  八代集是《古今和歌集》、《後撰和歌集》、《拾遺和歌集》、《後拾遺和歌集》、《金葉和歌集》、《詞花和歌集》、《千載和歌集》和《新古今和歌集》的統稱[19]。
3. ↑  體言止又稱名詞止，是指以名詞來替和歌收筆，從而帶出余韻[20]。

## 外部連結
- . 國際日本文化研究中心和歌數據庫 （日语）.
- . 國書數據庫 （日语）.